# أبو الفرج اليبرودي
أبو الفرج اليبرودي (ت: 427هـ/ 1035م)هو جورجس بن يوحنا بن سهل بن إبراهيم اليبرودي، نسبة إلى يبرود في قضاء النبك من محافظة دمشق. وفيها كان مولده ونشأته، طبيب سرياني[ ؟ ] يعقوبي المذهب. كان فاضلاً في صناعة الطب عالما بأصولها وفروعها معدوداً من جملة الأكابر من أهلها والمتمرنين من أربابها دائم الاشتغال محباً للعلم مؤثراً للفضيلة.
تلقى الطب أولاً في دمشق، ثم في بغداد على يد أبي الفرج بن الطيب العالم المشهور. ثم عاد إلى دمشق فاستقر فيها يؤلف وينسخ، حتى وفاته سنة 427هـ.

## مولده ونشأته
كان مولد اليبرودي ومنشؤه في صدر عمره بيبرود، وهي ضيعة كبيرة قريبة من صيدنايا وبها نصارى كثير، وكان اليبرودي بها كسائر أهلها النصارى من معاناتهم الفلاحة وما يصنعه الفلاحون، وكان أيضاً يجمع الشيح من نواحي دمشق القريبة من جهته ويحمله على دابة ويأتي به إلى داخل دمشق يبيعه للذين يقدونه في الأفران وغيرها، وأنه لما كان في بعض المرات، وقد عبر من باب توما بدمشق ومعه حمل شيح، رأى شيخاً من المتطببين، وهو يفصد إنساناً قد عرض له رعاف شديد من الناحية المسامتة للموضع الذي ينبعث منه الدم فوقف ينظر إليه، ثم قال له لم تفصد هذا ودمه يجري من أنفه بأكثر مما يحتاج إليه بالفصد؟ فعرفه أن ذلك إنما يفعله لينقطع الدم الذي ينبعث من أنفه، لكونه يجتذبه إلى مسامتة الجهة التي ينبعث منها، فقال له إذا كان الأمر على ما تقول فإننا في مواضعنا قد اعتدنا أنه متى كان نهر جار، وأردنا أن نقطع الماء عنه فإننا نجعل له مسيلاً إلى ناحية أخرى مسامتة له فينقطع من ذلك الموضع ويعود إلى الموضع الآخر، فأنت لم لا تفعل هكذا أيضاً وتفصد من الناحية الأخرى؟ ففعل ذلك وانقطع الرعاف عن الرجل، وإن ذلك الطبيب لما رأى من اليبرودي حسن نظر فيما سأل عنه، قال له لو أنك تشتغل بصناعة الطب جاء منك طبيب جيد، فمال اليبرودي إلى قوله، وتاقت نفسه إلى العلم، وبقي متردداً إلى الشيخ في أوقات، وهو يعرفه ويريه أشياء من المداواة.

## حياته وترحاله
وأقام بدمشق يتعلم صناعة الطب، ولما تبصر في أشياء منها، وصارت له معرفة بالقوانين العلمية، وحاول مداواة المرضى، ورأى اختلاف الأمراض وأسبابها وعلاماتها، وتفنن معالجاتها، وسأل عمن هو إمام في وقته بمعرفة صناعة الطب والمعرفة بها جيداً، فذكروا له أن ببغداد أبا الفرج بن الطيب كاتب الجاثليق، وأنه فيلسوف متفنن، و له خبرة وفضل في صناعة الطب وفي غيرها من الصنائع الحكمية، فتأهب للسفر وأخذ سواراً كان لأمه لنفقته، وتوجه إلى بغداد وصار ينفق عليه ما يقوم بأوده ويشتغل على ابن الطيب إلى أن مهر في صناعة الطب وصارت له مباحثات جيدة، ودراية فاضلة في هذه الصناعة، واشتغل أيضاً بشيء من المنطق والعلوم الحكمية، ثم عاد إلى دمشق وأقام بها. ونقلت أيضاً قريباً من هذه الحكاية المتقدمة، وإن كانت الرواية بينهما مختلفة، عن شيخنا الحكيم مهذب الدين عبد الرحيم بن علي قال حدثني موفق الدين أسعد بن الياس بن المطران قال حدثني أبي قال حدثني أبو الفرج بن الحديد قال حدثني أبو الكرم الطبيب، عن أبيه أبي الرجاء، عن جده قال كان بدمشق فاصد يقال له أبو الخير، ولم يكن من المهرة، فكان من أمره أن فصد شاباً فوقعت الفصدة في الشريان فتحير و تبلد، وطلب قطع الدم فلم يقدر على ذلك، فاجتمع الناس عليه، وفي أثناء ذلك اطلع صبي عليه فقال يا عماه افصده في اليد الأخرى، فاستراح إلى كلامه وفصده من يده الأخرى فقال شد الفصد الأول، فشده ووضع لازوقاً كان عنده عليه، وشده فوقف جرية الدم، ثم مسك الفصدة الأخرى فوقف الدم وانقطع الجميع، ووجد الصبي يسوق دابة عليها حمل شيح فتشبث به وقال من أين لك ما أمرتني به؟ قال أنا أرى أبي في وقت سقي الكرم، إذا انفتح شق من النهر، وخرج الماء منه بحدة لا يقدر على إمساكه دون أن يفتح فتحاً آخر، ينقص به الماء الأول الواصل إلى ذلك الشق، ثم يسده بعد ذلك، قال فمنعه الجرائحي من بيع الشيح واقتطعه، وعلمه الطب فكان منه اليبرودي من مشاهير الأطباء الفضلاء، أقول وكانت لليبرودي مراسلات إلى ابن رضوان بمصر وإلى غيره من الأطباء المصريين، وله مسائل عدة إليهم طبية و مباحثات دقيقة، وكتب بخطه شيئاً كثيراً جداً من كتب الطب، ولا سيما من كتب جالينوس وشروحها وجوامعها، وحدثني أيضاً السني البعلبكي إن اليبرودي عبر يوماً في سوق جيرون بدمشق، فرأى إنساناً وقد بايع على أن يأكل أرطالاً من لحم فرس مسلوق مما يباع في الأسواق، فلما رآه وقد أمعن في أكله بأكثر مما يحتمله قواه، ثم شرب بعده فقاعاً كثيراً وماء بثلج واضطربت أحواله تفرس فيه أنه لا بد أن يغمى عليه، وأن يبقى في حالة يكون الموت أقرب إليه إن لم يتلاحق، فتبعه إلى المنزل الذي له واستشرف إلى ماذا يؤول أمره، فلم يكن إلا أيسر وقت، وأهله يصيحون ويضجون بالبكاء ويزعمون أنه قد مات فأتى إليهم وقال أنا أبرئه وما عليه بأس، ثم إنه أخذه إلى حمام قريب من ذلك الموضع وفتح فكيه كرهاً بشيء، ثم سكب في حلقه ماء مغلياً وقد أضاف إليه أدوية مقيئة، ولافى الغاية، وقيأه برفق، ثم عالجه وتلطف في مدواته حتى أفاق وعاد إلى صحته، فتعجب الناس منه في ذلك الفعل وحسن تأتيه ألى مدواة ذلك الرجل، واشتهرت عنه هذه القضية، وتميز بعدها. أقول وهذه الحكاية التي قصد اليبرودي أن يتتبع أحوال ذلك الرجل فيها ويشاهد ما يكون من أمره أن يكون عنده من ذلك معرفة بالأعراض التي تحدث له، وأن ينقذه أيضاً مما وقع فيه إن أمكنه معاجلته ومعالجته، ومثل ذلك أيضاً ما حكاه أبو جعفر أحمد بن محمد بن أبي الأشعث رحمه اللّه في كتاب الغاذي والمغتذي، وذلك أنه قال إن إنساناً رأيته يوماً وقد بايع أن يأكل جزراً قدره بحد ما، فحضرت أكله لأرى ما يكون من حاله، لا رغبة مني لمجالسة من هذه حاله، ولا لأن لي بذلك عادة وللّه الحمد؛ بل لأرى إيراد الغذاء على المعدة قسراً إلى ماذا يؤول هذا الفعل فرأيته يأكل، حتى إذا مر على الأكثر مما كان بين يديه رأيت الجزر[ ؟ ] ممضوغاً قد خرج من حلقه ملتفاً متحبلاً متعجناً بريقه؛ وقد جحظت عيناه، وانقطع حسه، وأحمر لونه، ودرت وداجاه وعروق رأسه، واربد وكمد وجهه، وعرض له من التهوع أكثر مما عرض له من القذف، حتى رمى من ذلك الذي أكله شيئاً كثيراً، فزكنت أن انقطاع نفسه لدفع المعدة حجابه إلى نحو الفم ومنعها إياه من الرجوع إلى الانبساط للتنفس، وأما ما عرض بعد ذلك لوجهه من الاربداد والكمودة فزكنت أيضاً لسوء مزاج قلبه، وأنه لو لم يخرج ما خرج، ودافعت المعدة حجابه هذه المدافعة التي قد عاقته البتة عن التنفس، عرض له الموت بالاختناق، قال بن أبي الأشعث بعد ذلك إن الغذاء إذا حصل في المعدة وهو كثير الكمية تمددت تمدداً يبسط سائر غضونها، كما رأيت ذلك في سبع شرحته حياً بحضرة الأمير الغضنفر، وقد استصغر بعض الحاضرين معدته فتقدمت بصب الماء في فيه، فما زلنا نصب في حلقه دورقاً بعد آخر حتى عددنا من الدوارق عدداً كان مقدار ما حوت نحو أربعين رطلاً ماء، فنظرت إذ ذاك إلى الطبقة الداخلة، وقد امتدت حتى صار لها سطح مستو ليس بدون استواء الخارج، ثم شققتها فلما اجتمعت عند خروج الماء منها عاد غضون الداخلة والبواب يشهد اللّه في جميع ذلك لا يرسل نفسه. وحدثني الشيخ مهذب الدين عبد الرحيم بن علي قال حدثني موفق الدين أسعد ابن الياس بن المطران قال حدثني أبي، عن خالي أبي الفرج بن حيان قال حدثني أبو الكرم الطبيب قال حدثني أبي، عن أبيه قال كنت يوماً أساير الشيخ أبا الفرج اليبرودي إذ اعترضه رجل فقال يا سيدي كنت في صناعتي هذه في الحمام، وحلقت رأسي وأجد الآن في وجهي كله انتفاخاً وحرارة عظيمة، قالفنظرنا إلى وجهه فوجدناه يربو وينتفخ وتزيد حمرته بغير توقف ولا تدريج، قال فأمره أن يكشف رأسه ويلقي به الماء الجاري من قناة كانت بين يديه، وكان الزمان إذ ذاك صميم الشتاء وغاية البرد، ثم لم يزل واقفاً حتى بلغ ما أراد مما أمر به، ثم أمر الرجل بالانصراف وأشار عليه بالأوفق له، وهو تلطيف التدبير واستعمال النقوع الحامض مبرداً وقطع الزفر، قال فامتنع أن يحدث له شراً ما. وقال الطرطوشي في كتاب سراج الملوك حدثني بعض الشاميين أن رجلاً خبازاً بينما هو يخبز في تنوره بمدينة دمشق إذ عبر عليه رجل يبيع المشمش فاشترى منه، وجعل يأكله بالخبز الحار فلما فرغ سقط مغشياً عليه، فنظروا فإذا هو ميت فجعلوا يتربصون به ويحملون له الأطباء فيلتمسون دلائله، ومواضع الحياة منه، فلم يجدوا، فقضوا بموته، فغسل وكفن وصلي عليه، وخرجوا به إلى الجبانة، فبينما هم في الطريق على باب البلد، فاستقبلهم رجل طبيب يقال له اليبرودي، وكان طبيباً ماهراً حاذقاً عارفاً بالطب فسمع الناس يلهجون بقضيته، فاستخبرهم عن ذلك فقصوا عليه قصته فقال حطوه حتى أراه، فحطوه، فجعل يقلبه، وينظر في أمارات الحياة التي يعرفها، ثم فتح فمه وسقاه شيئاً، أو قال حقنه فاندفع ما هنالك فسيل، فإذا الرجل قد فتح عينيه وتكلم وعاد كما كان إلى حانوته.

## مؤلفاته
وكانت لليبرودي مراسلات إلى ابن رضوان بمصر وإلى غيره من الأطباء المصريين، وله مسائل عدة إليهم طبية ومباحثات دقيقة، وكتب بخطه شيئاً كثيراً جداً من كتب الطب، ولا سيما من كتب جالينوس وشروحها وجوامعها، وله من الكتب : مقالة في أن الفرخ أبرد من الفروج.
كما أنه نقض كلام ابن الموفقي في مسائل ترددت فيما بينهم في النبض.

## وفاته
وتوفي اليبرودي بدمشق سنة 427 هـ، ودفن في كنيسة اليعاقبة بها عند باب توما، حدثني الشيخ مهذب الدين عبد الرحيم بن علي عن موفق الدين أسعد بن الياس بن المطران قال حدثني خالي، قال حدثني أبي، قال حدثني عبد اللّه بن رجا بن يعقوب، قال حدثني ابن الكتاني، وهو إذ ذاك متصرف في أعمال السلطان يومئذ بدمشق، قال بلغني أن أبا الفرج جورجس بن يوحنا اليبرودي لما توفي ظهر في تركته ثلثمائة مقطع رومي مجوم لباب واحد وخمسمائة قطعة فضة ألطفها ثلثمائة درهم، قال موفق الدين بن المطران وليس ذلك بكثير لأن الشخص متى تحققت أعماله وصفت نيته، وطلب الحق، وعامل الصحيح، واجتهد في معرفة صناعته كان حقاً على اللّه تعالى أن يرزقه، ومتى كان بالضد عاش فقيراً ومات يائساً.